# 倫敦華納兄弟工作室之旅：哈利波特的製片展場
倫敦華納兄弟工作室之旅：哈利波特的製片展場（英語：Warner Bros. Studio Tour London–The Making of Harry potter），是一座位於英格蘭赫特福德郡利維斯登的漫遊展覽。該設施完全由華納兄弟所有，由其工作室之旅部門營運。當前展覽位於赫特福德郡西南部沃特福德的華納兄弟利維斯登工作室內，永久展示《哈利波特系列電影》製作中使用的真實服裝、道具、佈景和幕後製作視覺效果。該展覽位於工作室的錄音室J和錄音室K兩個專門為景點所建造的設施中，與工作室的實際製作設施分開。
倫敦華納兄弟工作室之旅於2012年向公眾開放，自那時起，每天高峰時段接待多達6,000名遊客。根據TripAdvisor的報導，該展覽一直以來都是全球評分最高的景點之一。

## 歷史
利維斯登機場是由德哈维兰飞机公司和空軍部於1940年在英國赫特福德郡沃特福德和阿博茨蘭利之間的利維斯登小村莊創建的機場，成為二戰期間飛機生產的重要中心。到戰爭結束時，利維斯登機場被認為是世界上最大的工廠之一。
戰後，該機場的土地完全被德哈維蘭收購，然後在接下來的幾十年轉手給多位所有者，最終被勞斯萊斯收購。然而，隨著1990年代初英國製造業的衰退，勞斯萊斯公司將其出售。由於找不到新的買家，利維斯登機場最終被廢棄。
1994年，Eon制片公司在拍攝詹姆斯·邦德電影《黃金眼》時發現了利維斯登機場，並認為其寬敞、高大且開放的機庫用地非常適合作為電影場地。在拍攝期間，他們租用了這個場地並開始拆除工廠，將其改建成舞台、車間和辦公室，成為一座电影制作工作室。
改名後的利維斯登工作室在《黃金眼》拍攝結束後持續使用。之後，該工作室相繼作為用地以拍攝一系列重要的電影，包括星際大戰首部曲：威脅潛伏》和蒂姆·伯顿的《斷頭谷》。在2000年，盛日影业代表华纳兄弟公司收購了這個場地用於拍攝哈利波特電影。接下來的十年中，哈利·波特系列电影的每一部都在利維斯登工作室製作。2010年，隨著第八部也是最後一部哈利波特電影即將完成，華納兄弟宣布他們打算收購這個工作室，作為他們在歐洲的永久基地。
2010年11月，華納兄弟完成了對利維斯登工作室的收購，並宣布計劃投資超過1億英鎊進行哈利波特片廠的重建和改造工程。同時，利維斯登工作室更名為華納兄弟利維斯登工作室。
作為重建計劃的一部分，華納兄弟建立兩個全新的攝影棚J和K，用於舉辦名為「倫敦華納兄弟工作室之旅：哈利波特的製片展場」的永久性公共展覽。這個展覽場地創造了300個新工作崗位，目前致力於展示哈利波特的製作過程、佈景、道具和服裝。展覽於2012年初向公眾開放。

## 創作

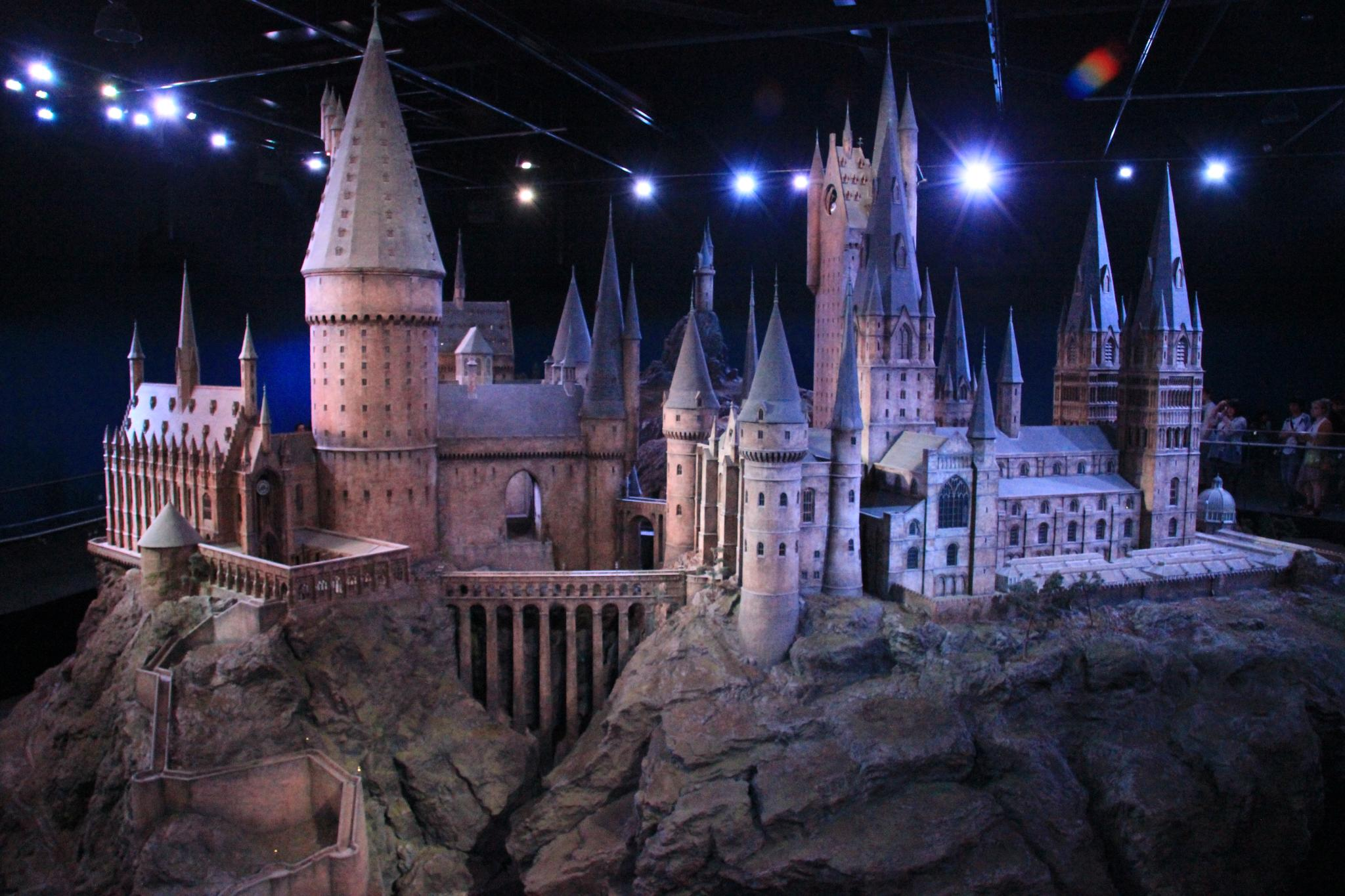
霍格沃茨城堡的1:24比例模型。

早在2001年第一部電影《哈利波特：神秘的魔法石》取得巨大成功後，華納兄弟便開始計劃建造一個專門以《哈利波特系列電影》為主題的景點，並開始保存不再使用的電影物品。隨著最後一部電影即將完成，華納兄弟在收購利維斯登工作室後開始在片場規劃整個展覽。
「哈利波特的製作」巡演的佈局和整體呈現是由位於伯班克的鑫科威爾集團、華納兄弟以及實際電影製作人共同合作設計，包括製作設計師史都華·克雷格、佈景師斯蒂芬妮·麥克米蘭、生物設計師尼克・杜德曼、施工經理保羅·海耶斯（Paul Hayes）和特別節目特效總監約翰·理查森負責。該展覽包含了《哈利波特系列電影》所使用的佈景、道具和服裝，並以劇中的重要場景為主題，例如大廳、鄧布利多的辦公室、斜角巷、魔法部、交誼廳和男生宿舍、海格的小屋以及1:24比例的霍格華茲城堡模型（用於外景）。

### 盛大開幕
2012年3月31日，「哈利波特的製片展場」向公眾開放。許多參與哈利波特電影系列的演員和工作人員作為來賓參與開幕活動，包括魯伯特·葛林、汤姆·费尔顿、邦妮·亨特、伊凡娜·林奇、沃維克·戴維斯、大衛·休利斯、海伦·麦克洛瑞、喬治·哈里斯、尼克·莫蘭、娜塔莉亞·泰納、大衛·布拉德利、阿爾弗雷德·伊諾奇、哈利·米尔林、製片人大衛·海曼、大衛·巴倫和導演大卫·叶茨、艾方索·柯朗和迈克·纽维尔等人。
自2020年以來，哈利波特的粉絲們可以在「哈利波特的製片展場」中獨家購買瓶裝「奶油啤酒」。

### 皇家開幕式
巡迴演出開始一年多後，該設施於2013年4月26日由劍橋公爵威廉王子和公爵夫人凱薩琳正式開放。在他們進行皇室訪問時，他們由公爵的弟弟哈里王子和《哈利波特》的作者J·K·罗琳陪同參觀。數百名慈善機構的受益人也王室訪問當天收到了參觀片場的獨家邀請。因此皇室隨行人員參觀了這次巡演外，也會見了他們的許多受益人，並依同參觀整個工作室。

## 遊覽
「哈利波特的製片展場」的遊覽時間通常約為三個半小時，每天可接待6,000名遊客。儘管華納兄弟公司是《哈利波特系列電影》的製片公司，根據華納兄弟娛樂公司與環球創意的獨家特許，「哈利波特的製作」並非設計成一個主題公園，而是以《哈利波特系列電影》的拍攝過程和細節為主題。
遊覽以自助方式進行，但也提供各種額外收費的導遊服務。此外，在沃特福德樞紐站和工作室之旅之間有提供穿梭公車系統，供旅遊者使用

### 擴展設施
在學校假期期間，華納兄弟經常在該展場推出特別專題活動，包括以黑魔法和動物演員等主題。一些設施如揮舞魔杖互動和女貞路4號外景內部等備受歡迎，並在各自展期結束後仍然得以保留。

#### 9¾站台
2015年1月，工作室之旅发布首次扩建─一个新的九又四分之三站台站台設施，游客能够登上在电影中使用的霍格沃茨特快列车的蒸汽机车头后面的原始车厢。设施包括在电影中出现的英国第5972号沃尔顿豪华列车（车上标示5972号霍格沃茨城堡）和英国铁路1号火车，均由约翰·理查森的特效团队提供。最后还有一个新的绿幕体验，演示从演员的角度来看电影是如何拍摄的。这一部分于2015年3月底推出。

#### 禁忌森林
「禁忌森林」的擴建項目於2017年3月開放。

#### 古靈閣巫師銀行
2019年4月，「古靈閣巫師銀行」擴建開業。這是迄今為止設施最大的一次擴建工程，佔地16,500平方英尺。

#### 芽菜教授的溫室
2022年7月1日，「波莫娜·芽菜教授的溫室」擴展開放，作為「曼德拉草和神奇生物」新展覽的一部分。

#### 評價
「哈利波特的製片展場」在開放前就受到了媒體的熱烈歡迎。《每日电讯报》的安妮塔·辛格將霍格沃茨城堡模型描述為此次設施的「焦點」。

## 獎項
倫敦華納兄弟工作室之旅：哈利波特的製片展場自開幕以來贏得了多個獎項，包括：
- 2013年主題娛樂協會傑出成就獎[29]
- 2013年電視剪輯獎[30]
- 2013年Trip Advisor卓越證書[31]
- 2013年UKinbound年度個人魅力獎[32]
- 2012年Event Technology 最佳手持技術應用銀獎[33]
- 2012年英國客戶體驗獎最佳休閒和零售體驗[34]
- 2012年Group Leisure Award最佳英國景點[35]

工作室之旅還因其照明設計而獲得多個獎項，包括2013年IES照明優異獎和 2013 年休閒照明設計獎。
此外，工作室之旅還被EntertainmentDesigner.com評為「2012年十大最具創新性的娛樂設計項目」之一。

## 圖片

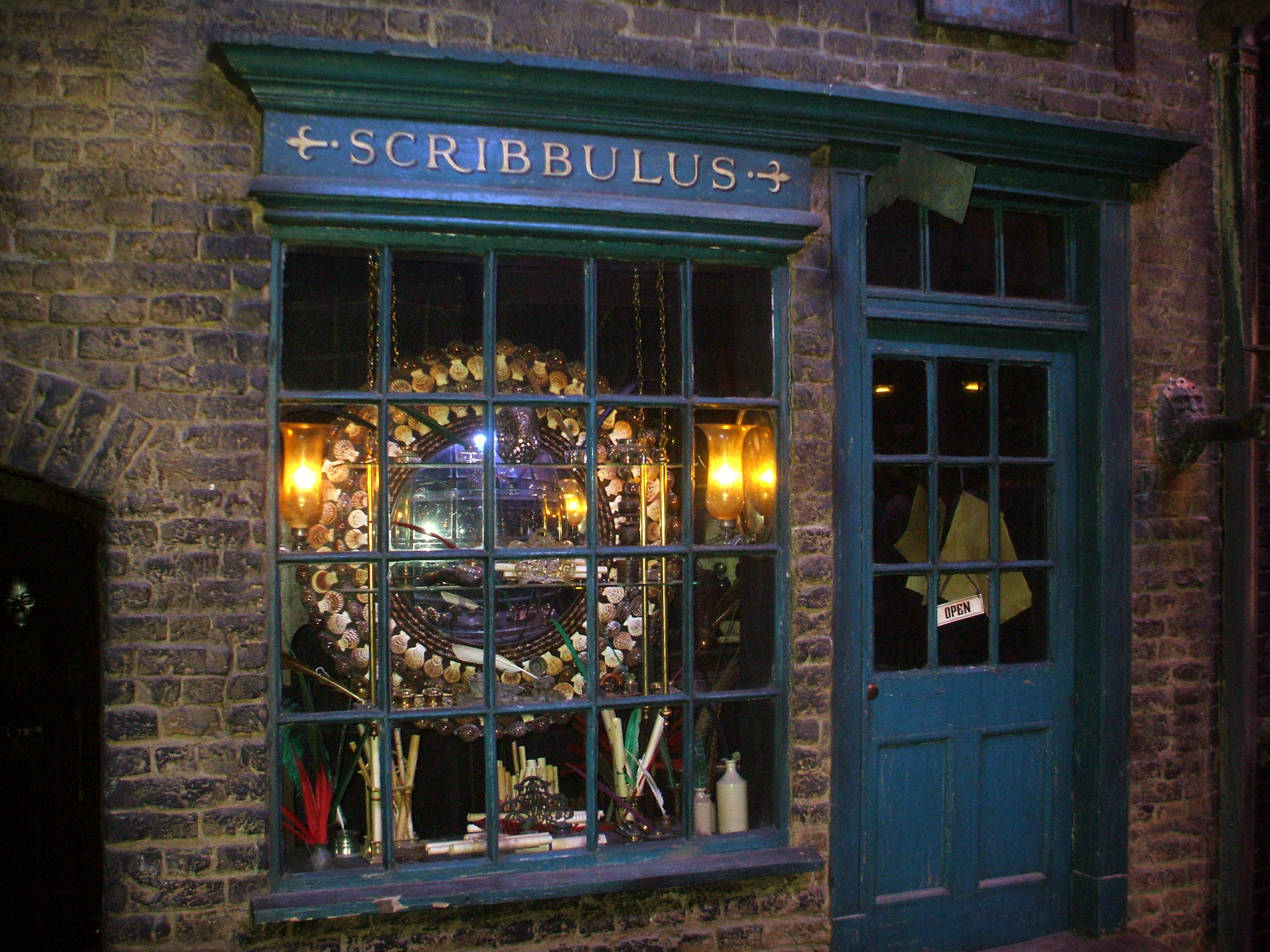
斜角巷
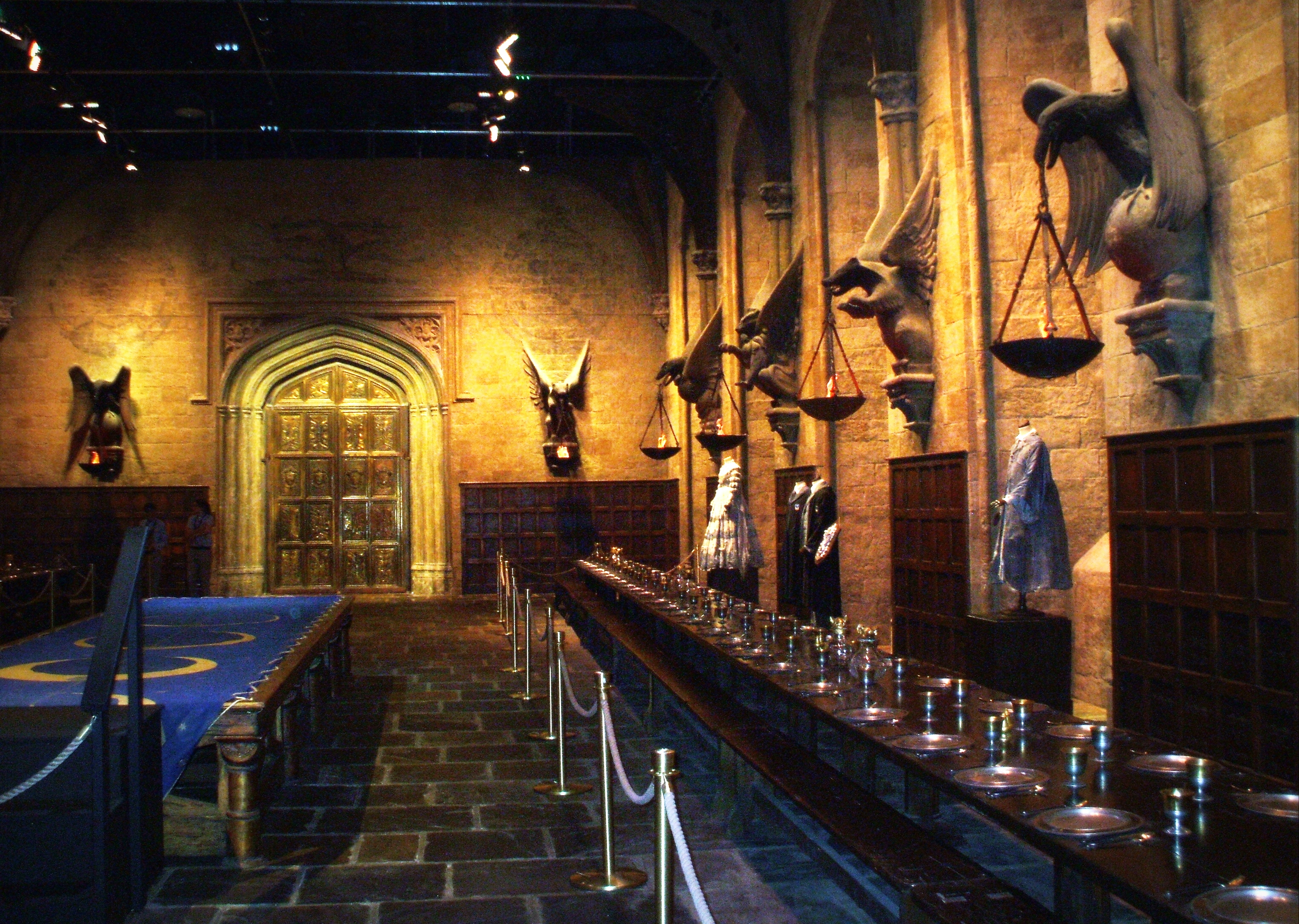
大禮堂
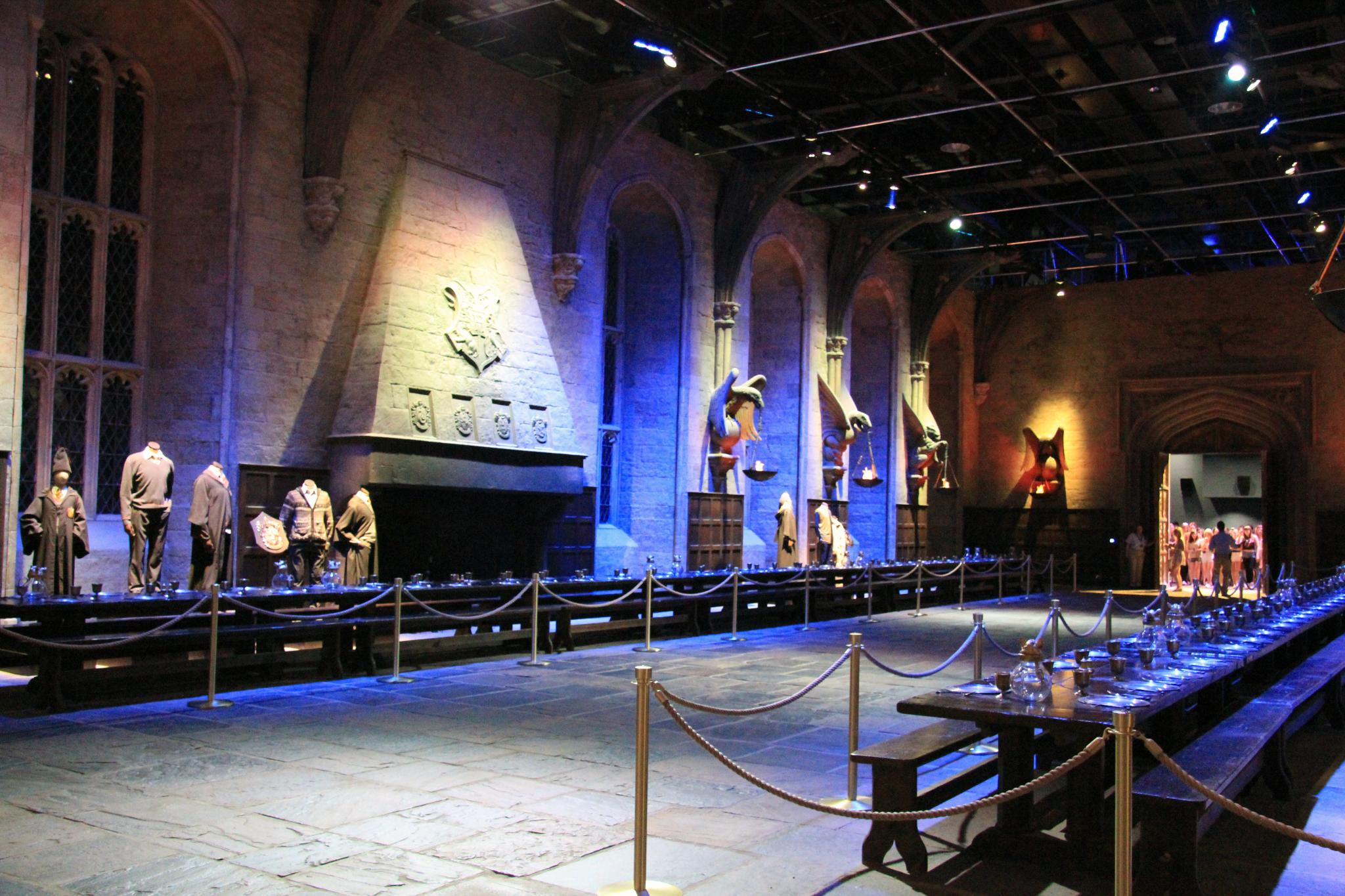
大禮堂
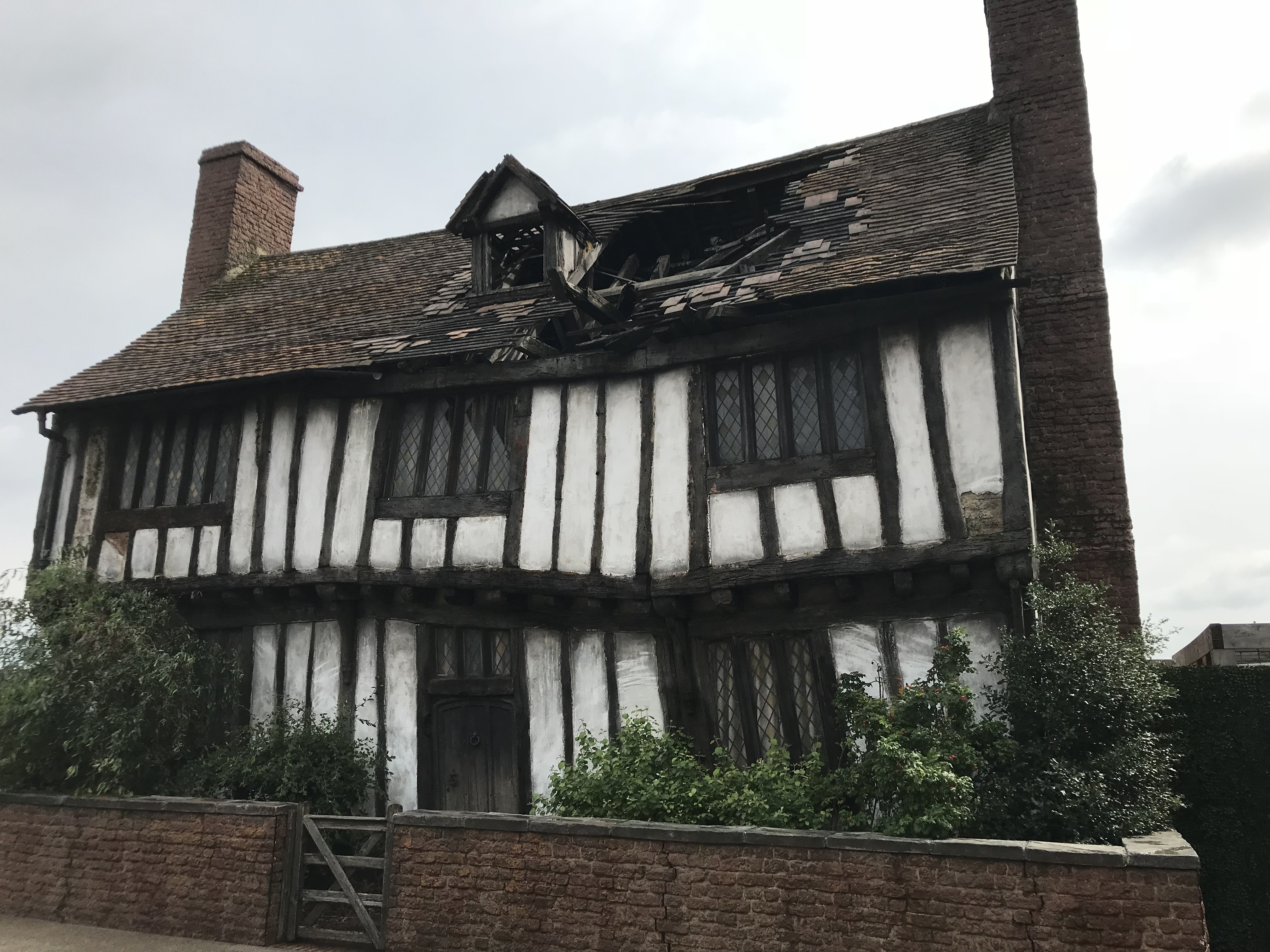
波特家在戈德里克山谷的住所
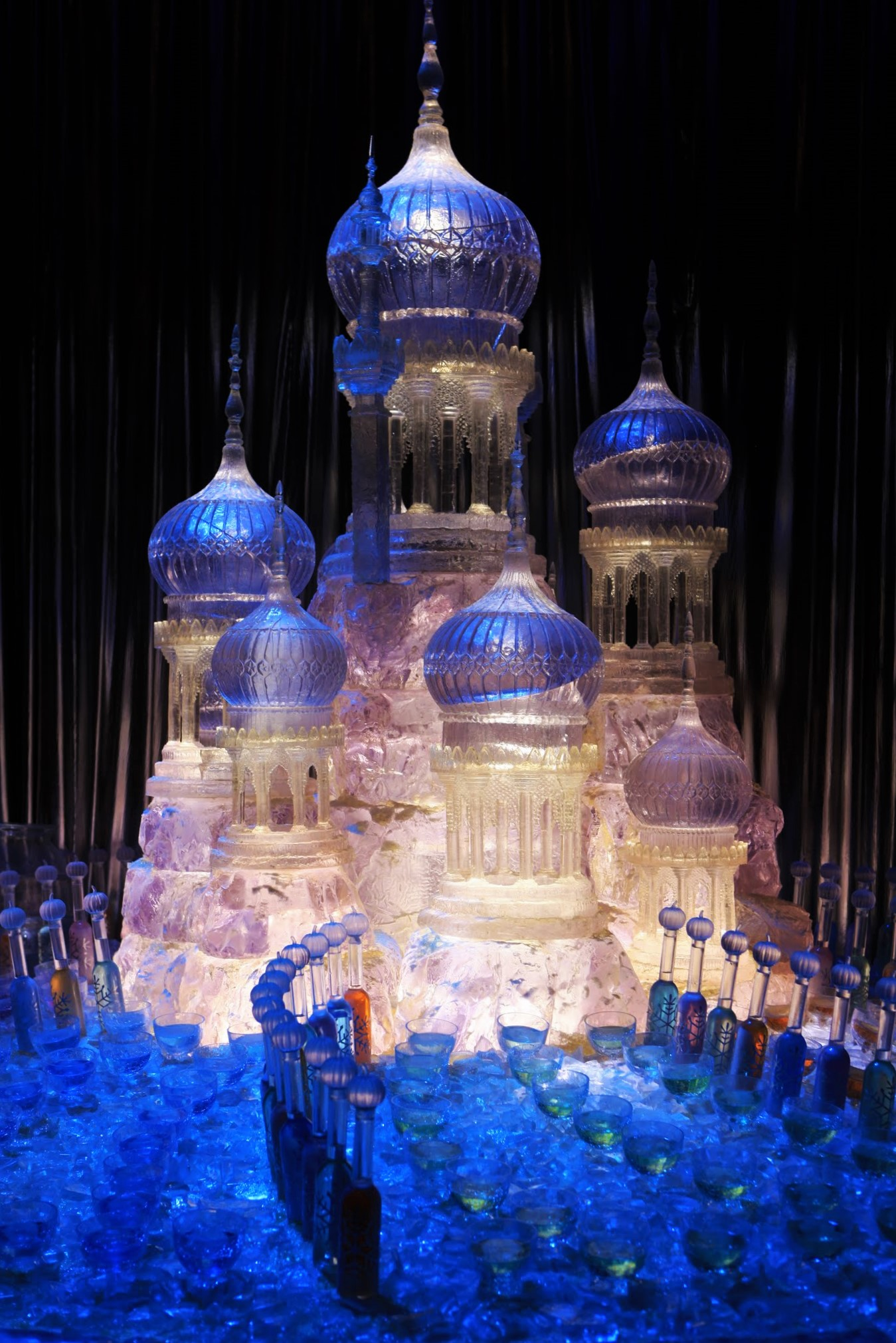
聖誕舞會使用的冰雕道具
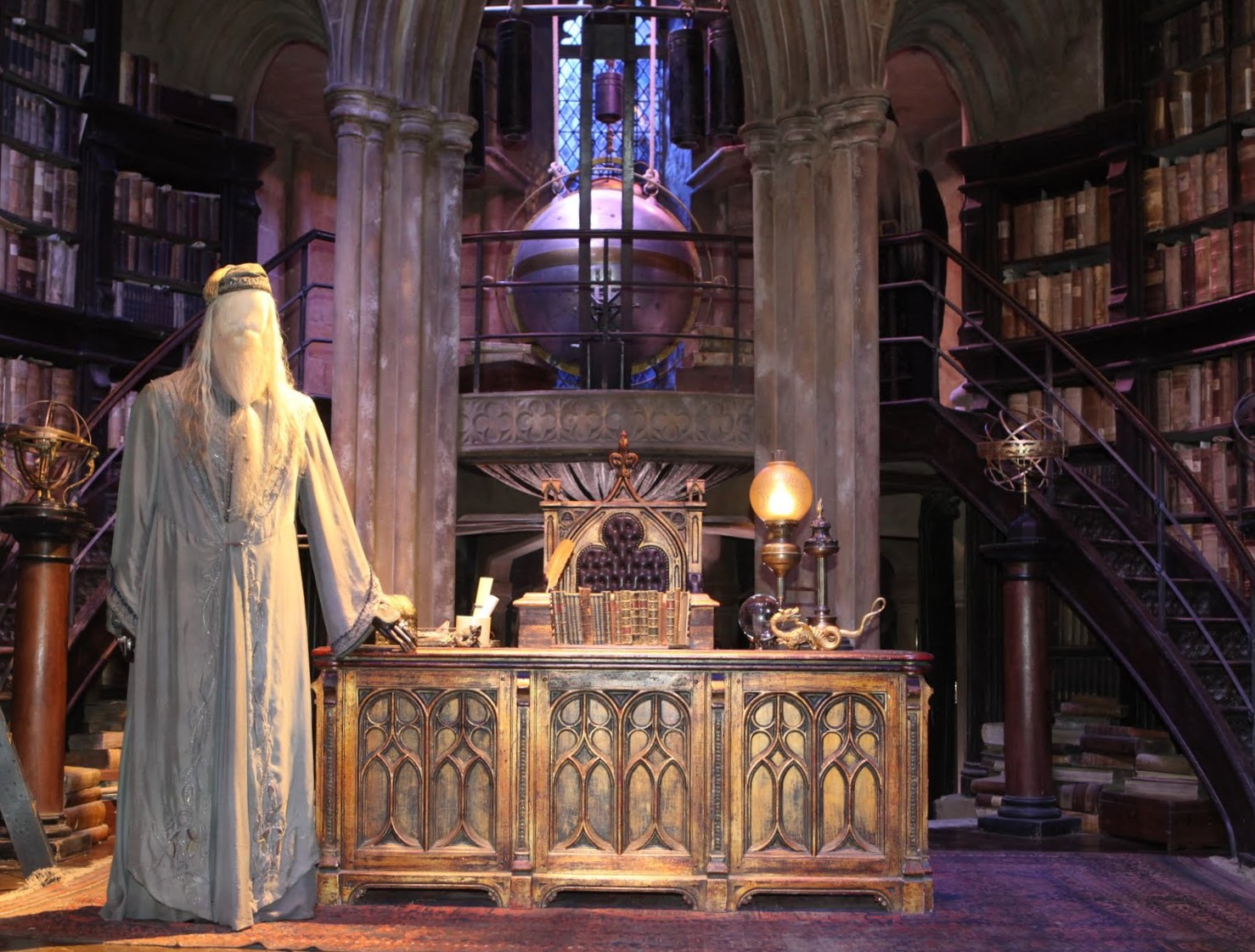
鄧布利多的辦公室
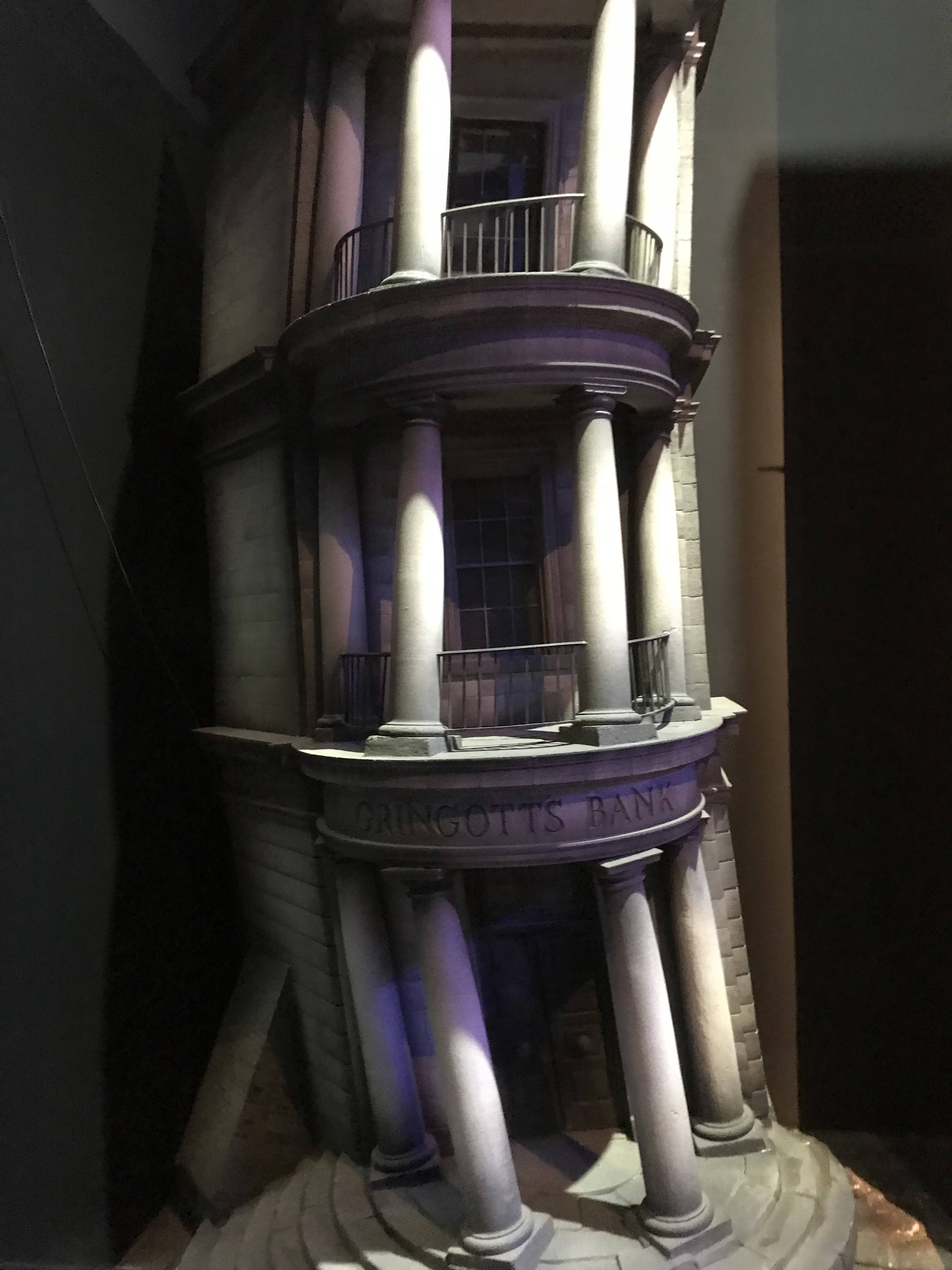
靈閣巫師銀行的立面模型
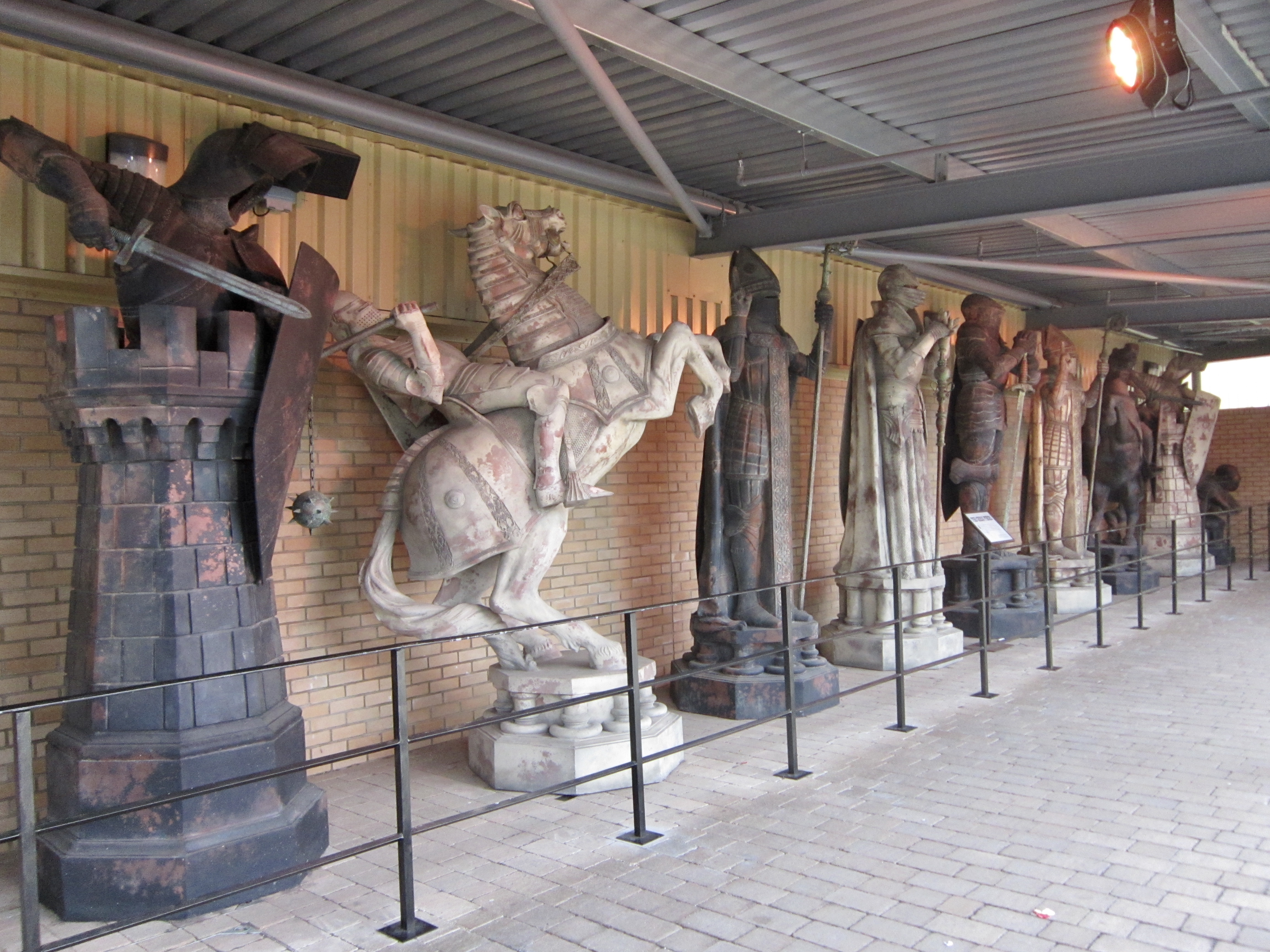
大型棋盤
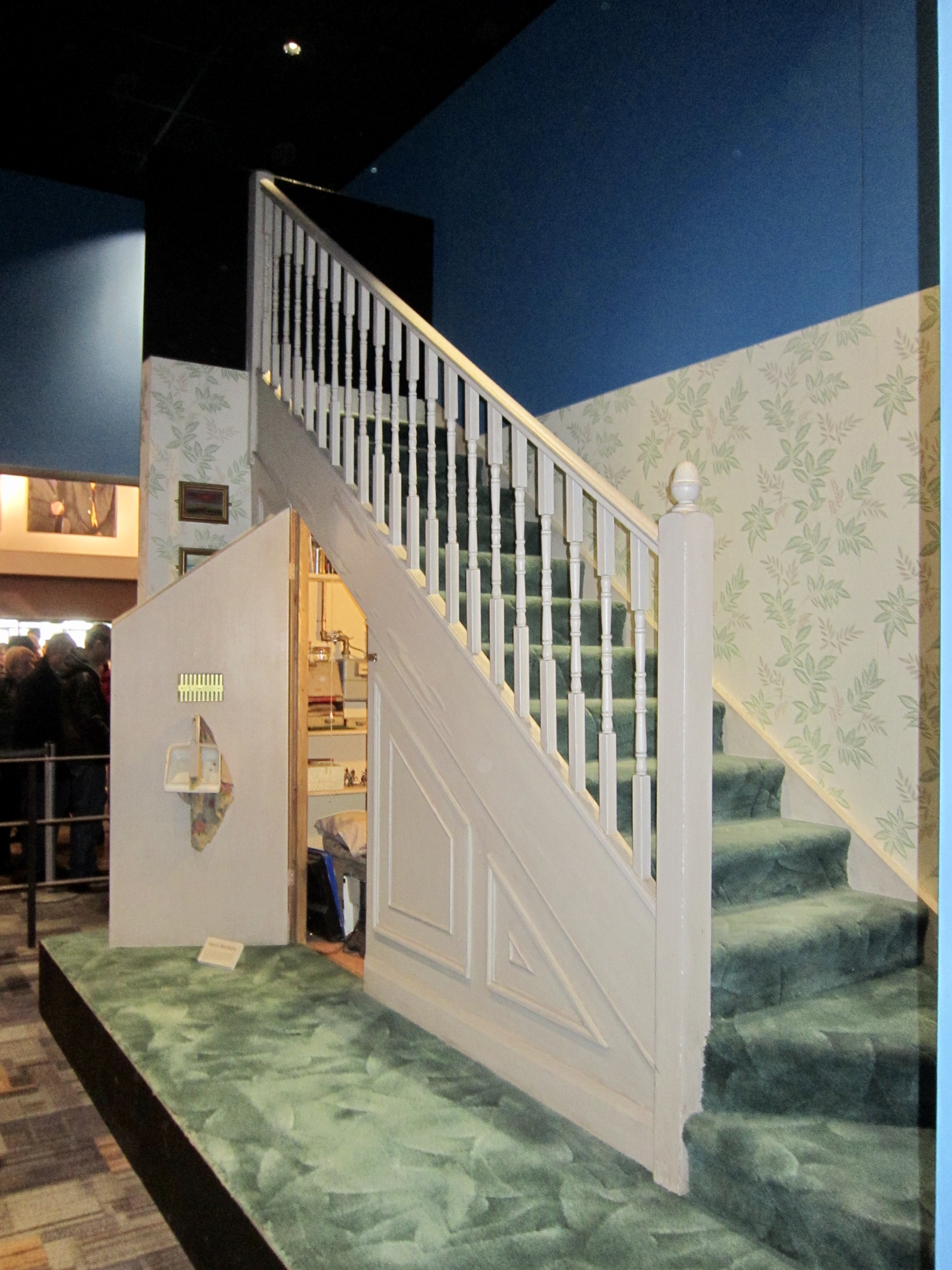
最小的一間臥室

## 外部連結
- Warner Bros. Studio Tour London website （页面存档备份，存于）
- Official Warner Bros. Studios, Leavesden website
- Warner Bros. Official UK website （页面存档备份，存于）
- Warner Bros. Entertainment website （页面存档备份，存于）
- Warner Bros. Discovery Official website （页面存档备份，存于）

51°41′36″N 0°25′11″W / 51.69333°N 0.41972°W